# Mac OS X Panther
Mac OS X v10.3「Panther」 是蘋果电脑Mac OS X作業系統的第四個主要發行版本。它是在Mac OS X v10.2「Jaguar」之後和Mac OS X v10.4「Tiger」之前。
蘋果電腦在2003年10月24日發行Panther。蘋果定的銷售價格是，單一使用者授權是$129.00美元，家庭包裝（五個使用者，一個戶口）授權是$199.00美元。

## 新特性
蘋果電腦宣傳Panther擁有至少150個新特色，包含：
- 更新過的Finder介面
  - 髮絲紋金屬質感介面
  - 即時搜尋（比如iTunes）
  - 可自訂的側邊欄位（比如iTunes）

- 快速使用者切換，允許一個使用者維持登入狀態，使用另外一個使用者登入，以動畫的立方體桌面為特色（這個效果只能在有Quartz Extreme的系統看到）。Windows XP擁有類似的特色但是沒有立方體動畫。

- Exposé，是用來幫助使用者管理視窗，特別是很大量視窗的程式。

- 內建支援傳真功能。
- 內建支援X11。
- TextEdit支援Microsoft Word文件。
- 改進與 Microsoft Windows 之間相互溝通能力，包含了SecurID為基礎的VPN支援。

- 安全性
  - FileVault：直接針對使用者的目錄作加密和解密。

- - 安全刪除
- Xcode開發者工具，與gcc 3.3極大地加速了編譯時間。
- iChat AV，視訊會議軟體
- PDF呈現速度的增快
- 檔案標籤
- Pixlet的高解析度video codec

## 版本歷史
| 版本   | 建造編號 | 日期           |
| ------ | -------- | -------------- |
| 10.3.0 | 7B85     | 2003年10月24日 |
| 10.3.1 | C107     | 2003年11月10日 |
| 10.3.2 | 7D24     | 2003年12月17日 |
| 10.3.3 | 7F44     | 2004年3月15日  |
| 10.3.4 | 7H63     | 2004年5月26日  |
| 10.3.5 | 7M34     | 2004年8月9日   |
| 10.3.6 | 7R28     | 2004年11月5日  |
| 10.3.7 | 7S215    | 2004年12月15日 |
| 10.3.8 | 7U16     | 2005年2月9日   |
| 10.3.9 | 7W98     | 2005年4月15日  |

## 外部連結
- Apple: Mac OS X 10.3: Chart of available Mac OS software updates
- Ars Technica: Mac OS X 10.3 Panther （页面存档备份，存于）